# Songs of Our Soil
Songs of Our Soil è il quarto album in studio del cantante country Johnny Cash ed è il terzo pubblicato dalla Columbia Records. Fu originariamente pubblicato il settembre 1959 ed è stato ristampato il 27 agosto 2002 con due bonus track, I Got Stripes e You Dreamer You, due singoli del 1959.

## Tematiche
Gran parte dei brani presenti nell'album trattano di morte: The Man On the Hill si conclude con l'eventualità della morte dei contadini in seguito ad un grave periodo di carestia, Hank and Joe and Me parla di tre cercatori d'oro che si avventurano nel deserto in cerca del prezioso metallo e muoiono di sete, Clementine narra di un promesso sposo che viene ucciso da un suo conoscente geloso del suo imminente matrimonio, The Great Speckled Bird parla della venuta del Signore il giorno del giudizio, The Caretaker parla di un anziano che si è isolato dal mondo e si rammarica del fatto che nessuno piangerà per lui quando morirà, Don't Step on Mother's Roses narra della morte di due coniugi a distanza di qualche anno l'uno dall'altro, My Grandfather's Clock è un traditional che narra di un orologio che smette inspiegabilmente di funzionare in seguito alla morte del proprietario.
I brani Five Feet High and Rising, che narra della disastrosa inondazione che subì la fattoria dove Johnny Cash visse la sua infanzia, e Old Apache Squaw, un'anziana pellerossa che minaccia di uccidere il prossimo uomo bianco che incontrerà, parlano indirettamente di morte. Drink to Me è, invece, una canzone romantica, rielaborazione di Cash del classico country Drink with me Only with Thine Eyes, anche I Want to Go Home è la rielaborazione del classico Sloop John B., famosa la versione dei Beach Boys. L'album si conclude con It Could Be You (Instead of Him), breve discorso, di semplice filosofia, sulla Grazia di Dio.

## Tracce
1. Drink to Me - 1:54 - (Johnny Cash)
2. Five Feet High and Rising - 1:46 - (Johnny Cash)
3. The Man on The Hill - 2:09 - (Johnny Cash)
4. Hank and Joe and Me - 2:13 - (Johnny Cash)
5. Clementine - 2:30 - (Billy Mize)
6. The Great Speckled Bird - 2:09 - (Roy Carter/Guy Smith)
7. I Want to Go Home - 1:58 - (Johnny Cash)
8. The Caretaker - 2:06 - (Johnny Cash)
9. Old Apache Squaw - 1:46 - (Johnny Cash)
10. Don't Step on Mother's Roses - 2:34 - (Johnny Cash)
11. My Grandfather's Clock - 2:45 - (Traditional)
12. It Could Be You (Instead of Him) - 1:50 - (Vic McAlpin)

### Bonus Tracks
1. I Got Stripes - 2:05 - (Johnny Cash, Charlie Williams)
2. You Dreamer You - 1:49 - (Johnny Cash)

## Musicisti
- Johnny Cash - Arrangiatore, Chitarra, Voce
- Al Casey - Chitarra
- Luther Perkins - Chitarra Elettrica
- Marshall Grant - Basso
- Marvin Hughes - Piano
- Morris Palmer - Percussioni

### Altri Collaboratori
- Don Law - Produttore Originale
- Al Quaglieri - Produttore per la Riedizione
- Seth Foster - Tecnico del Suono
- Mark Wilder - Lavorazione del Master, Mixaggio
- Billy Altman - Note
- Don Hunstein - Fotografia
- Steven Berkowitz - A&R
- Howard Fritzson - Direzione Artistica
- Randall Martin - Design
- John Christiana - Packaging Manager